# Radioactive (Imagine Dragons)
Radioactive is een nummer van de Amerikaanse band Imagine Dragons. Het nummer werd oorspronkelijk uitgebracht op hun Continued Silence EP en later op hun debuutalbum Night Vision] uit 2012. Op 29 oktober van dat jaar werd het uitgebracht als de tweede single van het album. In januari 2014 werd het nummer opnieuw uitgebracht, ditmaal in een remix waarin rapper Kendrick Lamar op te horen is.

## Achtergrond
"Radioactive" werd geschreven door de hele band, samen met producer Alex da Kid. Naast "Demons" is het een van de donkerste nummers op het album. Het nummer bevat, naast elektronische en alternatieve rock, elementen van dubstep. De songtekst klinkt apocalyptisch: "I'm waking up to ash and dust" en "This is it, the apocalypse" zijn voorbeelden hiervan. Leadzanger Dan Reynolds zei over het nummer: "Radioactive" is voor mij een erg mannelijk, krachtig nummer, en er zit een persoonlijk verhaal achter de tekst, maar over het algemeen is het een nummer over het hebben van een ontwaken; alsof je op een dag wakker wordt en beslist om iets nieuws te doen en het leven op een frisse manier te bekijken".
In de videoclip van het nummer is te zien hoe de bandleden gevangen zitten in een kerker onder een arena waarin poppen met elkaar vechten. Een vriendin van de band (gespeeld door Alexandra Daddario) laat haar roze teddybeer meedoen aan het gevecht tegen de regerend kampioen, een groot paars beest. In eerste instantie wordt de beer verslagen, maar met één harde klap schakelt het uiteindelijk het beest uit. De leider van het gevecht (gespeeld door Lou Diamond Phillips) stuurt twee bodyguards om de beer aan te vallen, maar deze worden allebei uitgeschakeld door de lasers uit de ogen van de beer. Hierop verlaten de toeschouwers de arena, waarbij de leider van het gevecht alleen achter blijft. De vrouw haalt een sleutel van de ketting van de leider en bevrijdt de bandleden uit de kerker. De leider blijft uiteindelijk achter in de kerker, waar hij omringd wordt door de poppen die eerder verslagen werden.
"Radioactive" werd een nummer 1-hit in Zweden en de Amerikaanse rocklijsten. In de Billboard Hot 100 duurde het elf maanden voordat het in augustus 2013 met een derde plaats de hoogste positie bereikte. Ook in andere landen zoals Canada, Australië, Nieuw-Zeeland, Duitsland en Noorwegen werd het nummer een top 10-hit. In Nederland haalde het nummer de Top 40 niet en wist het in de Single Top 100 slechts de 42e plaats te bereiken. In Vlaanderen werd de elfde plaats in de Tipparade gehaald, terwijl het in Wallonië de dertiende plaats in de Ultratop 50 behaalde. Op de Grammy Awards 2014 won het nummer de prijs voor Best Rock Performance.

## Hitnoteringen

### Single Top 100
| Hitnotering week 1: 05-01-2013 Hitnotering week 2 t/m 8: 20-04-2013 t/m 01-06-2013 Hitnotering week 9 t/m 10: 06-07-2013 t/m 13-07-2013 Hitnotering week 11 t/m 18: 10-08-2013 t/m 28-09-2013 Hitnotering week 19 t/m 20: 16-11-2013 t/m 23-11-2013 Hitnotering week 21 t/m 22: 04-01-2014 t/m 11-01-2014 Hitnotering week 23 t/m 26: 01-02-2014 t/m 22-02-2014 Hitnotering week 27 t/m 33: 29-03-2014 t/m 10-05-2014 Hitnotering week 34: 26-07-2014 Hitnotering week 35: 06-09-2014 | Hitnotering week 1: 05-01-2013 Hitnotering week 2 t/m 8: 20-04-2013 t/m 01-06-2013 Hitnotering week 9 t/m 10: 06-07-2013 t/m 13-07-2013 Hitnotering week 11 t/m 18: 10-08-2013 t/m 28-09-2013 Hitnotering week 19 t/m 20: 16-11-2013 t/m 23-11-2013 Hitnotering week 21 t/m 22: 04-01-2014 t/m 11-01-2014 Hitnotering week 23 t/m 26: 01-02-2014 t/m 22-02-2014 Hitnotering week 27 t/m 33: 29-03-2014 t/m 10-05-2014 Hitnotering week 34: 26-07-2014 Hitnotering week 35: 06-09-2014 | Hitnotering week 1: 05-01-2013 Hitnotering week 2 t/m 8: 20-04-2013 t/m 01-06-2013 Hitnotering week 9 t/m 10: 06-07-2013 t/m 13-07-2013 Hitnotering week 11 t/m 18: 10-08-2013 t/m 28-09-2013 Hitnotering week 19 t/m 20: 16-11-2013 t/m 23-11-2013 Hitnotering week 21 t/m 22: 04-01-2014 t/m 11-01-2014 Hitnotering week 23 t/m 26: 01-02-2014 t/m 22-02-2014 Hitnotering week 27 t/m 33: 29-03-2014 t/m 10-05-2014 Hitnotering week 34: 26-07-2014 Hitnotering week 35: 06-09-2014 | Hitnotering week 1: 05-01-2013 Hitnotering week 2 t/m 8: 20-04-2013 t/m 01-06-2013 Hitnotering week 9 t/m 10: 06-07-2013 t/m 13-07-2013 Hitnotering week 11 t/m 18: 10-08-2013 t/m 28-09-2013 Hitnotering week 19 t/m 20: 16-11-2013 t/m 23-11-2013 Hitnotering week 21 t/m 22: 04-01-2014 t/m 11-01-2014 Hitnotering week 23 t/m 26: 01-02-2014 t/m 22-02-2014 Hitnotering week 27 t/m 33: 29-03-2014 t/m 10-05-2014 Hitnotering week 34: 26-07-2014 Hitnotering week 35: 06-09-2014 | Hitnotering week 1: 05-01-2013 Hitnotering week 2 t/m 8: 20-04-2013 t/m 01-06-2013 Hitnotering week 9 t/m 10: 06-07-2013 t/m 13-07-2013 Hitnotering week 11 t/m 18: 10-08-2013 t/m 28-09-2013 Hitnotering week 19 t/m 20: 16-11-2013 t/m 23-11-2013 Hitnotering week 21 t/m 22: 04-01-2014 t/m 11-01-2014 Hitnotering week 23 t/m 26: 01-02-2014 t/m 22-02-2014 Hitnotering week 27 t/m 33: 29-03-2014 t/m 10-05-2014 Hitnotering week 34: 26-07-2014 Hitnotering week 35: 06-09-2014 | Hitnotering week 1: 05-01-2013 Hitnotering week 2 t/m 8: 20-04-2013 t/m 01-06-2013 Hitnotering week 9 t/m 10: 06-07-2013 t/m 13-07-2013 Hitnotering week 11 t/m 18: 10-08-2013 t/m 28-09-2013 Hitnotering week 19 t/m 20: 16-11-2013 t/m 23-11-2013 Hitnotering week 21 t/m 22: 04-01-2014 t/m 11-01-2014 Hitnotering week 23 t/m 26: 01-02-2014 t/m 22-02-2014 Hitnotering week 27 t/m 33: 29-03-2014 t/m 10-05-2014 Hitnotering week 34: 26-07-2014 Hitnotering week 35: 06-09-2014 | Hitnotering week 1: 05-01-2013 Hitnotering week 2 t/m 8: 20-04-2013 t/m 01-06-2013 Hitnotering week 9 t/m 10: 06-07-2013 t/m 13-07-2013 Hitnotering week 11 t/m 18: 10-08-2013 t/m 28-09-2013 Hitnotering week 19 t/m 20: 16-11-2013 t/m 23-11-2013 Hitnotering week 21 t/m 22: 04-01-2014 t/m 11-01-2014 Hitnotering week 23 t/m 26: 01-02-2014 t/m 22-02-2014 Hitnotering week 27 t/m 33: 29-03-2014 t/m 10-05-2014 Hitnotering week 34: 26-07-2014 Hitnotering week 35: 06-09-2014 | Hitnotering week 1: 05-01-2013 Hitnotering week 2 t/m 8: 20-04-2013 t/m 01-06-2013 Hitnotering week 9 t/m 10: 06-07-2013 t/m 13-07-2013 Hitnotering week 11 t/m 18: 10-08-2013 t/m 28-09-2013 Hitnotering week 19 t/m 20: 16-11-2013 t/m 23-11-2013 Hitnotering week 21 t/m 22: 04-01-2014 t/m 11-01-2014 Hitnotering week 23 t/m 26: 01-02-2014 t/m 22-02-2014 Hitnotering week 27 t/m 33: 29-03-2014 t/m 10-05-2014 Hitnotering week 34: 26-07-2014 Hitnotering week 35: 06-09-2014 | Hitnotering week 1: 05-01-2013 Hitnotering week 2 t/m 8: 20-04-2013 t/m 01-06-2013 Hitnotering week 9 t/m 10: 06-07-2013 t/m 13-07-2013 Hitnotering week 11 t/m 18: 10-08-2013 t/m 28-09-2013 Hitnotering week 19 t/m 20: 16-11-2013 t/m 23-11-2013 Hitnotering week 21 t/m 22: 04-01-2014 t/m 11-01-2014 Hitnotering week 23 t/m 26: 01-02-2014 t/m 22-02-2014 Hitnotering week 27 t/m 33: 29-03-2014 t/m 10-05-2014 Hitnotering week 34: 26-07-2014 Hitnotering week 35: 06-09-2014 | Hitnotering week 1: 05-01-2013 Hitnotering week 2 t/m 8: 20-04-2013 t/m 01-06-2013 Hitnotering week 9 t/m 10: 06-07-2013 t/m 13-07-2013 Hitnotering week 11 t/m 18: 10-08-2013 t/m 28-09-2013 Hitnotering week 19 t/m 20: 16-11-2013 t/m 23-11-2013 Hitnotering week 21 t/m 22: 04-01-2014 t/m 11-01-2014 Hitnotering week 23 t/m 26: 01-02-2014 t/m 22-02-2014 Hitnotering week 27 t/m 33: 29-03-2014 t/m 10-05-2014 Hitnotering week 34: 26-07-2014 Hitnotering week 35: 06-09-2014 | Hitnotering week 1: 05-01-2013 Hitnotering week 2 t/m 8: 20-04-2013 t/m 01-06-2013 Hitnotering week 9 t/m 10: 06-07-2013 t/m 13-07-2013 Hitnotering week 11 t/m 18: 10-08-2013 t/m 28-09-2013 Hitnotering week 19 t/m 20: 16-11-2013 t/m 23-11-2013 Hitnotering week 21 t/m 22: 04-01-2014 t/m 11-01-2014 Hitnotering week 23 t/m 26: 01-02-2014 t/m 22-02-2014 Hitnotering week 27 t/m 33: 29-03-2014 t/m 10-05-2014 Hitnotering week 34: 26-07-2014 Hitnotering week 35: 06-09-2014 | Hitnotering week 1: 05-01-2013 Hitnotering week 2 t/m 8: 20-04-2013 t/m 01-06-2013 Hitnotering week 9 t/m 10: 06-07-2013 t/m 13-07-2013 Hitnotering week 11 t/m 18: 10-08-2013 t/m 28-09-2013 Hitnotering week 19 t/m 20: 16-11-2013 t/m 23-11-2013 Hitnotering week 21 t/m 22: 04-01-2014 t/m 11-01-2014 Hitnotering week 23 t/m 26: 01-02-2014 t/m 22-02-2014 Hitnotering week 27 t/m 33: 29-03-2014 t/m 10-05-2014 Hitnotering week 34: 26-07-2014 Hitnotering week 35: 06-09-2014 | Hitnotering week 1: 05-01-2013 Hitnotering week 2 t/m 8: 20-04-2013 t/m 01-06-2013 Hitnotering week 9 t/m 10: 06-07-2013 t/m 13-07-2013 Hitnotering week 11 t/m 18: 10-08-2013 t/m 28-09-2013 Hitnotering week 19 t/m 20: 16-11-2013 t/m 23-11-2013 Hitnotering week 21 t/m 22: 04-01-2014 t/m 11-01-2014 Hitnotering week 23 t/m 26: 01-02-2014 t/m 22-02-2014 Hitnotering week 27 t/m 33: 29-03-2014 t/m 10-05-2014 Hitnotering week 34: 26-07-2014 Hitnotering week 35: 06-09-2014 | Hitnotering week 1: 05-01-2013 Hitnotering week 2 t/m 8: 20-04-2013 t/m 01-06-2013 Hitnotering week 9 t/m 10: 06-07-2013 t/m 13-07-2013 Hitnotering week 11 t/m 18: 10-08-2013 t/m 28-09-2013 Hitnotering week 19 t/m 20: 16-11-2013 t/m 23-11-2013 Hitnotering week 21 t/m 22: 04-01-2014 t/m 11-01-2014 Hitnotering week 23 t/m 26: 01-02-2014 t/m 22-02-2014 Hitnotering week 27 t/m 33: 29-03-2014 t/m 10-05-2014 Hitnotering week 34: 26-07-2014 Hitnotering week 35: 06-09-2014 | Hitnotering week 1: 05-01-2013 Hitnotering week 2 t/m 8: 20-04-2013 t/m 01-06-2013 Hitnotering week 9 t/m 10: 06-07-2013 t/m 13-07-2013 Hitnotering week 11 t/m 18: 10-08-2013 t/m 28-09-2013 Hitnotering week 19 t/m 20: 16-11-2013 t/m 23-11-2013 Hitnotering week 21 t/m 22: 04-01-2014 t/m 11-01-2014 Hitnotering week 23 t/m 26: 01-02-2014 t/m 22-02-2014 Hitnotering week 27 t/m 33: 29-03-2014 t/m 10-05-2014 Hitnotering week 34: 26-07-2014 Hitnotering week 35: 06-09-2014 | Hitnotering week 1: 05-01-2013 Hitnotering week 2 t/m 8: 20-04-2013 t/m 01-06-2013 Hitnotering week 9 t/m 10: 06-07-2013 t/m 13-07-2013 Hitnotering week 11 t/m 18: 10-08-2013 t/m 28-09-2013 Hitnotering week 19 t/m 20: 16-11-2013 t/m 23-11-2013 Hitnotering week 21 t/m 22: 04-01-2014 t/m 11-01-2014 Hitnotering week 23 t/m 26: 01-02-2014 t/m 22-02-2014 Hitnotering week 27 t/m 33: 29-03-2014 t/m 10-05-2014 Hitnotering week 34: 26-07-2014 Hitnotering week 35: 06-09-2014 | Hitnotering week 1: 05-01-2013 Hitnotering week 2 t/m 8: 20-04-2013 t/m 01-06-2013 Hitnotering week 9 t/m 10: 06-07-2013 t/m 13-07-2013 Hitnotering week 11 t/m 18: 10-08-2013 t/m 28-09-2013 Hitnotering week 19 t/m 20: 16-11-2013 t/m 23-11-2013 Hitnotering week 21 t/m 22: 04-01-2014 t/m 11-01-2014 Hitnotering week 23 t/m 26: 01-02-2014 t/m 22-02-2014 Hitnotering week 27 t/m 33: 29-03-2014 t/m 10-05-2014 Hitnotering week 34: 26-07-2014 Hitnotering week 35: 06-09-2014 | Hitnotering week 1: 05-01-2013 Hitnotering week 2 t/m 8: 20-04-2013 t/m 01-06-2013 Hitnotering week 9 t/m 10: 06-07-2013 t/m 13-07-2013 Hitnotering week 11 t/m 18: 10-08-2013 t/m 28-09-2013 Hitnotering week 19 t/m 20: 16-11-2013 t/m 23-11-2013 Hitnotering week 21 t/m 22: 04-01-2014 t/m 11-01-2014 Hitnotering week 23 t/m 26: 01-02-2014 t/m 22-02-2014 Hitnotering week 27 t/m 33: 29-03-2014 t/m 10-05-2014 Hitnotering week 34: 26-07-2014 Hitnotering week 35: 06-09-2014 | Hitnotering week 1: 05-01-2013 Hitnotering week 2 t/m 8: 20-04-2013 t/m 01-06-2013 Hitnotering week 9 t/m 10: 06-07-2013 t/m 13-07-2013 Hitnotering week 11 t/m 18: 10-08-2013 t/m 28-09-2013 Hitnotering week 19 t/m 20: 16-11-2013 t/m 23-11-2013 Hitnotering week 21 t/m 22: 04-01-2014 t/m 11-01-2014 Hitnotering week 23 t/m 26: 01-02-2014 t/m 22-02-2014 Hitnotering week 27 t/m 33: 29-03-2014 t/m 10-05-2014 Hitnotering week 34: 26-07-2014 Hitnotering week 35: 06-09-2014 | Hitnotering week 1: 05-01-2013 Hitnotering week 2 t/m 8: 20-04-2013 t/m 01-06-2013 Hitnotering week 9 t/m 10: 06-07-2013 t/m 13-07-2013 Hitnotering week 11 t/m 18: 10-08-2013 t/m 28-09-2013 Hitnotering week 19 t/m 20: 16-11-2013 t/m 23-11-2013 Hitnotering week 21 t/m 22: 04-01-2014 t/m 11-01-2014 Hitnotering week 23 t/m 26: 01-02-2014 t/m 22-02-2014 Hitnotering week 27 t/m 33: 29-03-2014 t/m 10-05-2014 Hitnotering week 34: 26-07-2014 Hitnotering week 35: 06-09-2014 | Hitnotering week 1: 05-01-2013 Hitnotering week 2 t/m 8: 20-04-2013 t/m 01-06-2013 Hitnotering week 9 t/m 10: 06-07-2013 t/m 13-07-2013 Hitnotering week 11 t/m 18: 10-08-2013 t/m 28-09-2013 Hitnotering week 19 t/m 20: 16-11-2013 t/m 23-11-2013 Hitnotering week 21 t/m 22: 04-01-2014 t/m 11-01-2014 Hitnotering week 23 t/m 26: 01-02-2014 t/m 22-02-2014 Hitnotering week 27 t/m 33: 29-03-2014 t/m 10-05-2014 Hitnotering week 34: 26-07-2014 Hitnotering week 35: 06-09-2014 | Hitnotering week 1: 05-01-2013 Hitnotering week 2 t/m 8: 20-04-2013 t/m 01-06-2013 Hitnotering week 9 t/m 10: 06-07-2013 t/m 13-07-2013 Hitnotering week 11 t/m 18: 10-08-2013 t/m 28-09-2013 Hitnotering week 19 t/m 20: 16-11-2013 t/m 23-11-2013 Hitnotering week 21 t/m 22: 04-01-2014 t/m 11-01-2014 Hitnotering week 23 t/m 26: 01-02-2014 t/m 22-02-2014 Hitnotering week 27 t/m 33: 29-03-2014 t/m 10-05-2014 Hitnotering week 34: 26-07-2014 Hitnotering week 35: 06-09-2014 | Hitnotering week 1: 05-01-2013 Hitnotering week 2 t/m 8: 20-04-2013 t/m 01-06-2013 Hitnotering week 9 t/m 10: 06-07-2013 t/m 13-07-2013 Hitnotering week 11 t/m 18: 10-08-2013 t/m 28-09-2013 Hitnotering week 19 t/m 20: 16-11-2013 t/m 23-11-2013 Hitnotering week 21 t/m 22: 04-01-2014 t/m 11-01-2014 Hitnotering week 23 t/m 26: 01-02-2014 t/m 22-02-2014 Hitnotering week 27 t/m 33: 29-03-2014 t/m 10-05-2014 Hitnotering week 34: 26-07-2014 Hitnotering week 35: 06-09-2014 | Hitnotering week 1: 05-01-2013 Hitnotering week 2 t/m 8: 20-04-2013 t/m 01-06-2013 Hitnotering week 9 t/m 10: 06-07-2013 t/m 13-07-2013 Hitnotering week 11 t/m 18: 10-08-2013 t/m 28-09-2013 Hitnotering week 19 t/m 20: 16-11-2013 t/m 23-11-2013 Hitnotering week 21 t/m 22: 04-01-2014 t/m 11-01-2014 Hitnotering week 23 t/m 26: 01-02-2014 t/m 22-02-2014 Hitnotering week 27 t/m 33: 29-03-2014 t/m 10-05-2014 Hitnotering week 34: 26-07-2014 Hitnotering week 35: 06-09-2014 |
| Week | 1 | | 2 | 3 | 4 | 5 | 6 | 7 | 8 | | 9 | 10 | | 11 | 12 | 13 | 14 | 15 | 16 | 17 | 18 | | 19 |
| --- | --- | --- | --- | --- | --- | --- | --- | --- | --- | --- | --- | --- | --- | --- | --- | --- | --- | --- | --- | --- | --- | --- | --- |
| Positie | 99 | uit | 93 | 88 | 74 | 79 | 82 | 100 | 93 | uit | 98 | 100 | uit | 95 | 86 | 42 | 62 | 65 | 72 | 85 | 89 | uit | 84 |
| Week | 20 | | 21 | 22 | | 23 | 24 | 25 | 26 | | 27 | 28 | 29 | 30 | 31 | 32 | 33 | | 34 | | 35 | | |
| Positie | 100 | uit | 80 | 79 | uit | 98 | 81 | 100 | 100 | uit | 95 | 97 | 92 | 89 | 98 | 99 | 98 | uit | 96 | uit | 99 | uit | |

### NPO Radio 2 Top 2000
| Nummer met noteringen in de NPO Radio 2 Top 2000 | '14  | '15 | '16 | '17 | '18 | '19 | '20 | '21 | '22 | '23 | '24 |
| ------------------------------------------------ | ---- | --- | --- | --- | --- | --- | --- | --- | --- | --- | --- |
| Radioactive                                      | 1169 | 287 | 432 | 311 | 191 | 310 | 410 | 406 | 372 | 483 | 526 |

1. ↑  Een vetgedrukt getal geeft de hoogste notering aan.
2. ↑  2014 was het eerste jaar met een notering voor dit nummer.